# Cronotipo
Il Cronotipo è una caratteristica degli esseri umani che indica se sono e desiderano essere maggiormente attivi in un particolare periodo della giornata. Spesso ci si riferisce a persone "allodole" (cronotipo mattutino), che si alzano alla mattina presto e sono maggiormente attive nella prima parte del giorno e persone "gufo" (cronotipo serotino) che sono maggiormente attive durante la sera e preferiscono andare a letto tardi. Si fa riferimento al cronotipo anche come tipo circadiano, preferenza diurna o variazione diurna.
Gli esseri umani sono generalmente animali diurni, attivi durante il giorno. Come la maggior parte degli animali diurni, gli schemi di attività sono controllati in modo endogeno dai ritmi circadiani.
Nei cronotipi, la variazione normale dei cicli sonno/veglia varia da circa 2 ora prima a 2 ore dopo rispetto alla media. Le persone che eccedono rispetto a queste variazioni possono avere difficoltà nel lavoro, nella scuola e nelle attività sociali. Se una persona ha forti tendenze "allodola" o "gufo", tali da non permettere una partecipazione normale nella società, allora viene considerata affetta da un disturbo del ritmo circadiano del sonno.

## Storia
Nel XX secolo sono aumentati notevolmente l'interesse e la ricerca sul sonno. Enormi progressi sono stati compiuti negli aspetti molecolari, neurali e medici della ritmicità biologica. Il professore di fisiologia Nathaniel Kleitman riassunse nel suo libro "Sleep and Wakefulness" (1939) la conoscenza allora esistente sul sonno, e ipotizzò l'esistenza di un ciclo di base di attività/riposo. Kleitman, assieme ai suoi allievi William C. Dement e Eugene Aserinsky, continuò le sue ricerche nel corso del secolo.
La ricerca moderna sui cronotipi venne introdotta nel 1970 nella tesi di Öquist all'Università di Göteborg, che tracciò lo schema dei ritmi circadiani individuali. Successivamente Olov Östberg sviluppò questo concetto e nel 1976, assieme con J.A. Horne pubblicò un questionario intitolato Morningness - Eveningness Questionnaire, MEQ (in italiano Questionario del cronotipo di Horne-Ostberg, HOQ) che è attualmente in uso ed è usato come riferimento virtualmente in tutte le ricerche in questo ambito.
I ricercatori hanno lavorato sulla validazione del questionario considerando le culture locali. Jacques Taillard e i suoi colleghi hanno effettuato una revisione dei punteggi, assieme a un'analisi nel 2004, studiando un gruppo di lavoratori di età superiore a 50 anni, poiché il questionario era stato convalidato solo per soggetti di età universitaria.
Sono stati sviluppati altri strumenti di valutazione, tra cui: Circadian Type Inventory (Folkard 1987); Composite Morningness Questionnaire (Smith 1989); the Lark-Owl Chronotype Indicator, LOCI (Roberts 1999) e Munich Chronotype Questionnaire, MCTQ. Alcuni di essi sono stati ideati per situazioni particolari, come turni lavorativi, stress da viaggio e jet lag, performance atletiche o il tempismo migliore delle procedure mediche.

## Caratteristiche
La maggior parte delle persone non appartengono nettamente a un cronotipo mattiniero o serale, ma si trovano in una situazione intermedia. Le persone che condividono lo stesso cronotipo, mattiniero o serale, hanno schemi di attività simili: sonno, appetito, esercizio, studio, ecc. I ricercatori nel campo della cronobiologia cercano dei riferimenti oggettivi tramite i quali poter misurare il cronotipo.
- Horne e Östberg (1976) trovarono che i tipi mattinieri avevano una temperatura giornaliera più elevata con un picco che si verifica prima dei tipi serali. I tipi mattinieri inoltre andavano a dormire e si svegliavano prima, mentre non c'erano differenze nella lunghezza del periodo di sonno. Essi notarono anche che l'età doveva essere considerata nella determinazione del cronotipo, poiché una persona che va a dormire alle 23:30 potrebbe indicare un tipo mattiniero se è uno studente, ma potrebbe essere relativa a un tipo serale se il soggetto ha un'età compresa tra 40 e 60 anni[8].
- Clodoré et al (1986)[9] rilevarono delle differenze dello stato di attenzione tra i tipi mattutini e serali a seguito della riduzione di due ore di sonno.
- Gibertini et al (1999)[10] misurarono i livelli della melatonina nel sangue, trovando che l'acrofase della melatonina (il momento in cui avviene il picco del ritmo)[11] era fortemente correlata al cronotipo, mentre l'ampiezza del picco non lo era. Notarono che nei tipi mattutini si verificava una decrescita più rapida dei livelli di melatonina dopo il momento di picco rispetto ai tipi serali.
- Duffy et al (1999)[12] trovarono che mentre i tipi serali si alzavano a un'ora più tarda rispetto ai tipi mattutini, questi ultimi si svegliavano in una fase circadiana più tarda. In altre parole, l'intervallo tra la fase circadiana e l'ora in cui si svegliavano era più lungo nei tipi mattutini.
- Baehr et al (2000)[13] studiarono la temperatura corporea giornaliera, scoprendo che il suo minimo avveniva circa alle 4 del mattino nei tipi mattutini e alle 6 del mattino per i tipi serali. Questo minimo avveniva circa a metà del periodo di otto ore di riposo, era più vicino all'ora di risveglio nei tipi serali. Essi possedevano anche una temperatura corporea inferiore durante la notte. Inoltre il valore più basso si verificava circa mezz'ora in anticipo nelle donne rispetto agli uomini. A risultati simili giunsero anche Mongrain et al (2004)[14].
- Zavada et al (2005)[15] mostrarono che il momento di metà nei giorni non lavorativi poteva essere il parametro migliore per la determinazione del cronotipo in base alle caratteristiche del periodo di sonno, correlandolo con altri parametri come il Dim-Light Melatonin Onset (DLMO) e il minimo giornaliero del cortisolo.
- Giampietro e Cavallera, (2006)[16] esaminarono vari studi analizzando le relazioni tra il cronotipo, la personalità e il pensiero creativo.
- Paine et al (2006)[17] conclusero che "la preferenza per la mattina o la sera è fortemente indipendente dall'etnicità, dal sesso e dalla posizione socio-economica, e indica una caratteristica stabile che potrebbe essere spiegato meglio da fattori endogeni".